# Крус-ду-Эспириту-Санту
Крус-ду-Эспириту-Санту (порт. Cruz do Espírito Santo) — муниципалитет в Бразилии, входит в штат Параиба. Составная часть мезорегиона Зона-да-Мата-Параибана. Находится в составе крупной городской агломерации Агломерация Жуан-Песоа. Входит в экономико-статистический микрорегион Сапе. Население составляет 17 389 человек на 2016 год. Занимает площадь 191,104 км². Плотность населения — 83,12 чел./км².

## История
Город основан 7 марта 1896 года.

## Статистика
- Валовой внутренний продукт на 2014 год составляет 66 020 915,00 реалов (данные: Бразильский институт географии и статистики)[1].
- Валовой внутренний продукт на душу населения на 2014 год составляет 4505,62 реалов (данные: Бразильский институт географии и статистики)[1].
- Индекс человеческого развития на 2010 год составляет 0,552 (данные: Программа развития ООН)[2].